# Altschwendt
Altschwendt – gmina w Austrii, w kraju związkowym Górna Austria, w powiecie Schärding. Liczy 672 mieszkańców.